# International Paper
A International Paper é uma empresa estadunidense do ramo de papel e celulose constituída em 1898 através da aquisição de diversas empresas do setor. Através do mesmo processo, introduziu-se no Brasil em 2000 através da aquisição da Champion, que comercializava linhas como Chamex e Chamequinho, formando a International Paper do Brasil. A sede global da empresa está em Memphis, no Tennessee mas está presente em diversos países do mundo. No Brasil, sua principal planta industrial está em Mogi Guaçu - SP, na região de Campinas.

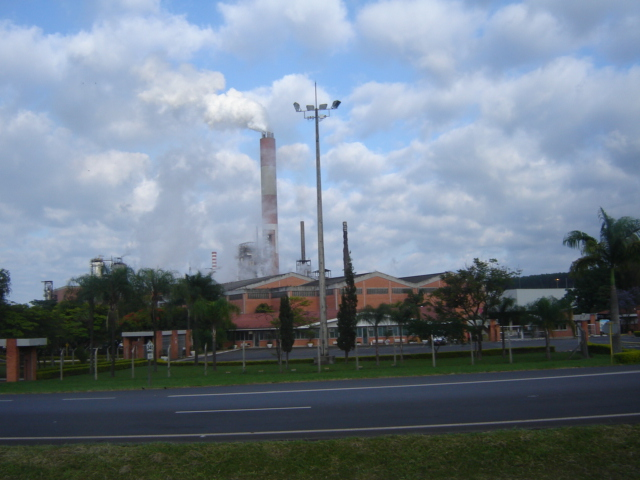
Fábrica da International Paper em Mogi Guaçu, São Paulo

As ações da International Paper são negociadas na Bolsa de Nova York onde participou do índice Dow Jones Industrial Average de 3 de julho de 1956 a 7 de abril de 2004, além disso também são negociadas ações em Amsterdã e na Suíça.
A International Paper tem como princípios buscar a sustentabilidade, protegendo os ecossistemas naturais e a biodiversidade; assegurar o manejo sustentável das florestas por ela plantadas; buscar a otimização do uso de recursos para promover uma melhoria contínua de seus processos; despertar o interesse das futuras gerações no que diz respeito à necessidade e à importância da conservação do meio ambiente.
Em 2022 a Companhia conclui separação global dos negócios de papéis para imprimir e escrever e embalagens e anuncia a nova marca que a conecta ao amor pelas florestas. Com foco na produção de papéis para imprimir e escrever, a Sylvamo torna-se uma empresa independente. O novo nome fala sobre a conexão da empresa com as árvores. Sylvamo combina as palavras latinas para floresta, “silva”, e amor, “amo”, que tem como significado único o “amor pelas florestas”. São três unidades industriais no Brasil, localizadas em Mogi Guaçu (SP), Luiz Antônio (SP) e Três Lagoas (MS).